# Полквил (Северна Каролина)
Полквил (енгл. Polkville) град је у америчкој савезној држави Северна Каролина.

## Демографија
По попису из 2010. године број становника је 545, што је 10 (1,9%) становника више него 2000. године.
| Група             | 2000.       | 2010.       |
| Белци             | 505 (94,4%) | 505 (92,7%) |
| Афроамериканци    | 20 (3,7%)   | 9 (1,7%)    |
| Азијати           | 0 (0,0%)    | 1 (0,2%)    |
| Хиспаноамериканци | 12 (2,2%)   | 21 (3,9%)   |
| Укупно            | 535         | 545         |